# Rurikslægten
Rurik-dynastiet eller Rurikiderne (russisk: Рюриковичи, tr. Rjurikovitji) var det herskende dynasti i Kijevriget (efter 862), senere i fyrstendømmet Galicien-Volhynien (efter 1199), i fyrstendømmet Tjernigov, i fyrstendømmet Vladimir-Suzdal og i storfyrstendømmet Moskva, samt i det russiske kejserrige frem til 1598.

## Oprindelse
Rurikslægten blev grundlagt i 862 af væringehøvdingen Rurik. Legenden fortæller, at de slaviske og finske stammer, tjuderne, slovenerne, krivitjerne og vepserne i området henvendte sig til væringerne og sagde: "Vores land er stort og rigeligt, men der er ingen orden i det. Kom og regér som fyrster og hav myndighed over os!" "Tre brødre kom med deres slægt" og "alle Rus som svar på denne opfordring". Rurik oprettede en stat med hovedsæde i Novgorod og gav flere provinsbyer til sine brødre. Der er en vis uklarhed selv i Nestorkrøniken om visse detaljer af historien, for eksempel den selvmodsigende oplysning om, at "folket fra Novgorod er af Varagnian afstamning, for tidligere var de slovenerne." Men arkæologiske fund af frankiske sværd i området, metalenden af en sværdskede og en skildpaddebroche tyder på, at der var skandinavisk folk i området i løbet af 900-tallet.

## Relationer til Norden
Et dna-studie lavet af FamilyTreeDNA på Y-kromosom-dna af efterkommere af Rurikslægten tyder på, at de ikke er af slavisk oprindelse. Rurikslægten har ved DNA-tests vist sig at være af skandinavisk oprindelse, antagelig med vestfinsk indslag. Endvidere har DNA-test vist, at Rurik selv havde finsk-ugrisk baggrund (haplogrup N1c1). Samtidige kilder, f.eks. Ludvig den Fromme (778-840) af Akvitanien og Frankerriget angav, at ruserne var "svenske" (eos gentis esse Sueonum, "... dette folk er sveer").
Forbindelsen med vikingerne og Norden varede ved længe, selv om man giftede sig ind i de slaviske slægter og talte deres sprog, rusinsk. Det almindelige fyrstenavn Vladimir/Volodymyr modsvarer det nordiske Valdemar, der var i brug begge steder i den tidlige middelalder.
Jaroslav den Vise (i Sverige kaldet Jarisleif) giftede sig med Ingegerd Olofsdotter af Sverige, datter af Olof Skötkonung og den slaviske Estrid af obotritterne. Jaroslav gav asyl til Olav den Hellige og indbød Harald Hårderåde, som giftede sig med Jaroslavs datter Ellisif af Kijev. Også Olav Tryggvason og Magnus 1. af Norge søgte tilflugt hos rurikslægten, i Novgorod. Ifølge Adam af Bremen blev Anund Gårdske af ruserne i Kijev valgt til konge af Sverige ca. 1070 men afsat ved afstemning blandt sveerne, da han nægtede at deltage i kongens traditionelle afgudeofring ved templet i Uppsala, en skæbne, der også overgik Inge den ældre i 1084.
Vladimir Monomakh giftede sig med Gytha af England (ca 1055-ca 1100), datter af Englands danskfødte anglosaxiske konge Harald Godwinson af huset Wessex.
Moren til Valdemar den store (1131-1182) af Danmark var Ingeborg af Kijev, datter af Vladimir Monomakhs søn Mstislav 1. og Kristina Ingesdatter, datter af Inge Stenkilsson og Helena af Östergötland.

## Splittelse af dynastiet
Rurikdynastiet kan opdeles i tre hovedgrene, som alle har haft regenter af storfyrstendømmet Kijev:
- Olgovitjiske: efterkommere af Oleg 1. af Tjernihiv (ca 1053-1115), søn af Svjatoslav 2. og sønnesøn af Jaroslav 1. af Kijev. De var i hård kamp med deres slægtninge i Kijev, men havde flere storfyrster på Kijevs trone. De regerede i Tjernihiv i Severien indtil, at de blev erobret af Storfyrstendømmet Litauen ca 1401 og senere af Storfyrstendømmet Moskva og blev opdelt. Grenen kan dog være uddød i løbet af 1300-tallet.
- Romanovitjiske: efterkommere af Roman 2. af Kijev (ca 1152-1205), søn af Mstislav 2. af Kijev (død 1172). Roman var fyrste af Novgorod (1168–1170), Vladimir i Volhynien (1170–1189, 1189–1205) og af fyrstendømmet Galicien (1189, 1198/99–1205). Dynastiet regerede senere som konger og bevarede det rusinske sprog til Andrij af Galicien (regerede 1308–1323) døde barnløs, og søsteren Maria blev regent sammen med ægtefællen Bolesław Jerzy 2. Mazowiecki fra den polske piastslægt. Fyrstendømmet Galicien-Volhynien regeredes 1399 af Hedvig af Polen og fyrstendømmet indlemmedes i Polen. Rusinsk sprog anvendtes i Den polsk-litauiske realunion frem til år 1700 og er grundlaget for hviderussisk og ukrainsk.
- Jurejevitiske: efterkommere af Jurij Dolgorukij (ca 1090-1157), der regerede i Vladimir-Suzdal, søn af Kijevs fyrste Vladimir Monomakh (1053-1125). Denne gren regerede Storfyrstendømmet Moskva gennem Daniel af Moskva (1261-1303) til og med zar Fjodor 1., som døde i 1598. Flere fra denne gren sad i perioder på Kijevs trone.

Fejden inden for slægten forsøgte man at løse ved rådslagningen i Ljubetsj i 1097, især på initiativ af Vladimir Monomakh. Hensigten var blandt andet at kunne holde slægten samlet over for truslen fra fjender, især kumanerne. Deltagere var de fornemmeste fyrster inden for rurikdynastiet inklusive den regerende storfyrste Svjatopolk 2., Rostislav af Tmutorokans søn Vasilko Rostislavitj, Svjatoslav 2.s sønner Oleg 1. af Tjernihiv og Davyd Svjatoslavitj og andre fyrster. Tidligere havde man haft en turordning for regeringsmagten i Kijev, men ved mødet besluttedes at opdele riget i vasalstater for at få fred i familien.

## Dynastiets magt i medgang og modgang og dannelsen af riger
Dets overhøjhed over andre russiske byer og stater var indimellem mere symbolsk end reel, og efterhånden opstod andre magtcentre i nord. Mange af disse områders fyrster gjorde krav på at tilhøre Rurikætten eller giftede sig ind i den. Indtil 12-1300-tallet handlede det om en relativt bred kreds af familier, som gjorde krav på at stamme fra Rurik snarere end et strikt afgrænset dynasti i moderne mening. Efter, at mongolerne i 1200-tallet invaderede "Rusland" og foretog razziaer og krævede tribut af de lokale fyrster, pressedes Rurikslægtens fyrster tilbage mod nord. Fra 1300-tallet blev grenen i Moskva dominerende, og Storfyrstendømmet Moskva begyndte med mongolernes tilladelse at annektere omgivende territorier, der ofte var under et andet rurisk styre. Mange interne konflikter forekom inden for dynastiet, blandt andet en borgerkrig i Moskvariget efter Dmitrij Donskojs død. Ivan 1. af Moskva (1328-1340) blev en vigtig allieret for de mongolske fyrster og fik af dem titlen storfyrste af Moskva. Under anden halvdel af 1400-tallet var hans efterkommer Ivan 3. af Moskva ledende i at bryde Den Gyldne Hordes kontrol over det nordlige og centrale Rusland. Magten blev endegyldig, da Ivan den Grusomme i 1547 udråbte Zarrusland som et forenet Zardømme, hvori russernes områder indgik. En anden lang konflikt var den mellem Moskva og Storfyrstendømmet Tver, men også masser af mindre konflikter forekom.
Omkring 1321 erobredes Kijev af Storfyrstendømmet Litauen, den sidste af rurikdynastiet i Kijev, Stanislav af Kijev, gik i eksil, og Kijevs regenter var helt underlagt Den polsk-litauiske realunion i flere århundreder frem til Polens delinger fra 1772. I Litauisk historiskrivning nævnes slaget ved floden Irpin i 1321 og slaget ved det Blå Vand i 1362 som afgørende, slagenes historicitet har været omtvistet, men mere omhyggelig analyser af alle tilgængelige kilder har vist, at mens der er forvirring detaljer og navne, har beretningen en historisk basis og kan ikke afvises.
Jurij Dolgorukij, som regerede i Vladimir-Suzdal, grundlagde Moskva omkring 1147, og fyrst Daniel 1. (1261-1303) fik fyrstendømmet som arv af sin far, den berømte Alexander Nevskij, som forlening inden for Vladimir-Suzdal. I 1320 indlemmedes Vladimir-Suzdal i Storfyrstendømmet Moskva, og frem til 1521 var også blandt andre Republikken Novgorod, fyrstendømmet Rjazan, Murom, Nisjnij Novgorod og Storfyrstendømmet Tver kommet under kronen i Moskva.
Blandt Rurikdynastiets sidegrene fandtes de adelige slægter i Rusland Dolgorukov, Repnin, Gortjakov såvel som slægterne Ostrogskij, Wareg-Massalskij og Czetwertinski i Den polsk-litauiske realunion.
Den fyrstelige hovedgren uddøde i 1598 med zar Fjodor 1.. Efter Fjodors død fulgte Forvirringens tid, en urolig periode i Rusland, som varede frem til 1613. Dette år kronedes zar Michail 1., grundlæggeren af Romanovslægten, hvis mandlige side uddøde med zar Peter den Stores sønnesøn Peter 2. (russisk: Pjotr Aleksejevitj) i 1730. Peter den Stores datter Elisabeth var zarevna 1741-1762, og ved hendes død overgik tronen til Huset Slesvig-Holsten-Gottorp, som fortsatte med at regere frem til den russiske revolution i 1917, hvor den fik en blodig afslutning. I mindre formelle sammenhænge regnes den sidst nævnte gren som en del af Romanovslægten. Peter 3. af Rusland har opgivet at være efterkommer af Rurik.

## Slægttræ for den russiske gren af Rurikslægten
Vær opmærksom på at transliteringen fra det kyrilliske alfabet er engelsk, f.eks. transliteres Дмитрий på engelsk til Dmitry, og her til Dmitriy, hvor det på dansk transliteres til Dmitrij.

### Rurikslægten
- Igor 1. (Ingvar) (912–945)
- Olga (Helga) (regent) (945–962)
- Svjatoslav 1. (962–972)
- Jaropolk 2. (972–980)
- Vladimir 1. (980–1015)
- Svjatopolk 1. (1015–1019)
- Jaroslav 1. (Jaroslav den Vise) (1019–1054)
- Iziaslav 1. (1054–1068. 1069–1073, 1076–1078)
- Vseslav (1068-1069)
- Svjatoslav 2. (1073–1076)
- Vsevolod 1. (1078–1093)
- Svjatopolk 2. (1093–1113)
- Vladimir 2. Monomach (1113–1125)
- Mstislav 1. (1125–1132)
- Jaropolk 2. (1132-1138)
- Vsevolod 2. (1139-1146), søn af Oleg 1. af Tjernihiv
- Igor 2. af Kijev 1146-1147, søn af Oleg 1. af Tjernihiv
- Izjaslav II af Kijev 1146-1149, 1151-1154
- Jurij Dolgorukij af Kijev (mest i Vladimir-Suzdal) 1149-1151, 1155-1157
- Izjaslav 3. af Kijev 1154-1155, 
1157-1158, 1162
- Rostislav 1. af Kijev 1154, 1159-1167
- Mstislav 2. af Novgorod 1167-1169
- Gleb af Kijev 1169-1171
- Vladimir 3. Mstislavich 1171-1171
- Mikael 1. af Kijev 1171-1171
- Roman 1. af Kijev 1171-1173, 1175-1177
- Rurik 2. af Kijev, broder til Roman 1., (også samregerende) 1173, 1180-1182, 
1194-1202, 1207-1210
- Vsevolod 3. af Kijev 1173
- Svjatoslav 3. af Kijev 1177-80, 1182-94
- Igor 3. af Kijev, søn af Jaroslav 2. 1202, 1212-1214
- Roman 2. af Kijev 1203-1205
- Rostislav 2. af Kijev 1204-1206
- Vsevolod 4. af Kijev 1207, 1210-1212
- Mstislav 3. af Kijev 1214-1223
- Vladimir 3. af Kijev (Vladimir 4. Rurikovitj) 1223-1235
- Izjaslav 4. af Kijev 1235-1236
- Jaroslav 3. (Jaroslav 2. af Vladimir-Suzdal) 1236-1238, 1243-1246
- Michael 2. (Mikael af Tjernihiv), søn af Vsevolod 4. 1238-1239, 1241-1243
- Rostislav 3. af Kijev, søn af Michael 2. 1239-1239
- Daniel af Galicien, søn af Roman 2. 1239-1240
- Alexander Nevskij af Novgorod 1246-1263
- Jaroslav 4. (Jaroslav af Tver), Alexanders broder 1263-1271
- Lev, søn af Daniel af Galicien 1271-1301
- Vladimir-Ivan Ivanovitj 1301-?
- Stanislav Ivanovich ?-1321